# Mansura, Hama
Mansura (tiếng Ả Rập: المنصورة), hoặc Mansoura, là một ngôi làng của người Syria nằm trong khu vực Al-Ziyarah Nahiyah ở Quận Al-Suqaylabiyah, Tỉnh Hama. Theo Cục thống kê Syria (CBS), dân số của làng là 770 người theo điều tra dân số năm 2004.